# Тьюпело (Миссисипи)
Тью́пело (англ. Tupelo; /ˈtuːpəloʊ/) — крупнейший город в округе Ли, расположенный в северо-восточной части штата Миссисипи, между Мемфисом и Бирмингемом. Он является седьмым по величине городом в штате.
По переписи 2010 года, численность населения составляла 34 546 человек, а с окрестными округами Ли, Понтоток и Итавомба порядка 139 671 человек.
Тьюпело стал первым городом, который был электрифицирован под руководством президента Франклина Д. Рузвельта по программе управления Долиной Теннесси и строительства объектов во время Великой Депрессии. Город также является родиной певца Элвиса Пресли.

## Демография
По переписи 2010 года, здесь проживает 35 456 человек, есть 13 602 домохозяйств, и 8 965 семей, проживающих в городе. Расовый состав города составляет: 58,7 % белых, 36,8 % афроамериканцев, 0,1 % коренных американцев, 1,0 % азиатов, 0,01 % выходцев с тихоокеанских островов, 2,0 % других рас, и 1,4 % смешанных. 3,5 % населения составляют испаноязычные или латиноамериканцы.
Согласно исследованию 2007—2011 годов в городе существует 13,395 домохозяйств, 42,8 % которых составляют супружеские пары, живущие вместе, 2,6 % — мужчины-одиночки без жены, и 22,5 % — женщины-одиночки без мужа. 32,2 % составляют несемейные домохозяйства.
Кроме того, приходится 39,7 % домохозяев, живущих с детьми моложе 18 и 60,3 % без детей моложе 18, средний размер домохозяйств составляет 2.47, а средний размер семьи составляет 3.08.
Средний доход на домашнее хозяйство в городе составляет $39,415. Уровень бедности людей, живущих ниже черты бедности, составляет 20 %.